# Sway (пісня Деніелл Бредбері)
«Sway» (укр. Розгойдування) – пісня, яку написала і записала американська кантрі-співачка Деніелл Бредбері, разом з Йоханом Фенссоном та Емілі Вайсбанд. Пісня є головним синглом її другого студійного альбому «I Don't Believe We've Met». Він вийшов у форматі цифрового завантаження 2 червня 2017 року. Офіційно пісня з'явилася на радіостанціях країни 28 серпня 2017 року.

## Критика
Критики позитивно відреагували на новий напрямок Деніелл. Біллі Дюк із Taste of Country сказав: «Сприймайте Бредбері, як нову виконавицю, з сильним, душевним, пристрасним дебютним синглом, що підходить для радіо, як новий учень в старшій школі». Маркес Пападос з Digital Journal сказав: «Ця пісня демонструє зростання і зрілість Деніелл Бредбері, як сучасної співачки та автора пісень, і це коштувало довгого очікування». Nashville Noise описав трек, як «приємну пісню, що ідеально підходить для літа».

## Музичне відео
Офіційне музичне відео було спродюсоване Шоном Сільва. Прем'єра відбулася на CMT 13 жовтня 2017 року. 

## Позиції в чартах
| Чарт (2017)                      | Найвища позиція |
| -------------------------------- | --------------- |
| US Country Airplay (Billboard)   | 47              |
| US Hot Country Songs (Billboard) | 39              |